# Robert Leroux (Perkussionist)
Robert Leroux (* 19. Dezember 1950 in Montreal) ist ein kanadischer Perkussionist und Musikpädagoge.

## Leben
Leroux studierte Perkussion an der Universität Montreal und der McGill University sowie das Paukenrepertoire für Orchestermusiker bei Louis Charbonneau. Er war u. a. Mitglied des Orchesters von CBC Montreal (1969–81), des National Arts Centre Orchestra (1970–76) und des Orchesters der Les Grands Ballets Canadiens. Mit diesem Orchestern nahm er an Tourneen durch Kanada, die USA und Europa teil.
Als Solist und Ensemblemitglied arbeitete er von 1969 bis 1992 mit dem Ensemble der Société de Musique Contemporaine du Québec (SMCQ) zusammen. Von 1988 bis 1990 war er auch Präsident der SMCQ. Als Gast trat er bei Festivals für neue Musik wie New Music Concerts in Toronto, Music Inter Alia in Winnipeg und Days, Months and Years to Come in Vancouver teil. Als profilierter Interpret neuer Musik spielte er u. a. die Uraufführungen von Clermont Pépins Interactions (1977), Walter Boudreaus Les Sept jours (1978), Jean Papineau-Coutures Le Débat du coeur et du corps de Villon (1979), Mike Roys Landstaad Myr ou l’odyssée d’Alfred le serpent (1980), Denis Lorrains The Other Shape (1985) und Alain Thibaults Out (1985) und Mecca-Nô (1988) sowie Erstaufführungen in Kanada bzw. Montreal von Karlheinz Stockhausens Kontakte (1978), Iannis Xenakis’ Psappha (1979), Marius Constants Psyché (1982) und Pierre Boulez’ Le Marteau sans maître (1985).
Neben Alben mit dem Ensemble der SMCQ, dem McGill Percussion Ensemble, dem Ensemble Gropus 7 und dem Montreal Symphony Orchestra, den Sängern Diane Dufresne, Jean-Pierre Ferland und Gilles Vigneault nahm Leroux auch Film- und Fernsehmusik und Commercials von Komponisten und Arrangeuren wie François Dompierre, François Cousineau, Yves Lapierre, Michel Legrand und Richard Grégoire auf.
Ab 1973 unterrichtete Leroux Perkussion an der Musikfakultät der Universität Montreal. Von 1985 bis 1988 war er Vizedekan, von 1988 bis 1997 Dekan der Fakultät. Darauf war er bis 2001 Dekan der Fakultät Continuing Education und von 2001 bis 2003 Präsident von Solutions Alto, einem Trainingsprogramm für Führungskräfte.